# Holderbank SO
| SO ist das Kürzel für den Kanton Solothurn in der Schweiz. Es wird verwendet, um Verwechslungen mit anderen Einträgen des Namens Holderbank zu vermeiden. |

Holderbank ist eine politische Gemeinde im Bezirk Thal des Kantons Solothurn in der Schweiz.

## Geographie
Das Strassendorf liegt in einer Talmulde zwischen der ersten und zweiten Jurabergkette (Roggen und Bereten) und wird vom Augstbach (in Richtung Balsthal) durchflossen. Das Gemeindezentrum (Postplatz) befindet sich auf 652 Metern über Meer. Der höchste Punkt ist auf dem Beretenkopf (1104 Meter über Meer) zu finden, der tiefste Punkt liegt dort, wo der Augstbach die Gemeinde auf tiefstem Höhenniveau verlässt (600 Meter über Meer).
Das Gemeindegebiet umfasst eine Fläche von 779 Hektaren, davon entfallen 48 % auf Wald und Gehölze, 46 % auf landwirtschaftliche Nutzfläche und 5 % auf Siedlungsfläche.
Holderbanks Nachbargemeinden sind, von Norden beginnend: Langenbruck im Kanton Basel-Landschaft sowie Egerkingen, Oberbuchsiten, Balsthal und Mümliswil-Ramiswil im Kanton Solothurn.

## Bevölkerung
| Bevölkerungsentwicklung | Bevölkerungsentwicklung |
| Jahr                    | Einwohner               |
| ----------------------- | ----------------------- |
| 1739                    | 167                     |
| 1798                    | 370                     |
| 1850                    | 602                     |
| 1900                    | 525                     |
| 1920                    | 629                     |
| 1950                    | 596                     |
| 2000                    | 589                     |

Mit rund 600 Einwohnern ist Holderbank eine der kleineren Gemeinden im Kanton.

## Geschichte
Überreste einer römischen Strasse zeigen, dass die ersten Menschen bereits früh nach Holderbank kamen. Mit der Geschichte Holderbanks ist das Schicksal der Burg Alt-Bechburg verknüpft, die im Mittelalter prägend war, von der aber nur noch eine Ruine erhalten ist. Der Ort wird 1226 als Halderwanc zum ersten Mal urkundlich erwähnt. Der Name bedeutet an der Hangwiese. Mitte des 19. Jahrhunderts wurden auf Grund des Gesetzes zur Bekämpfung der Heimatlosigkeit jenische Familien eingebürgert.

## Behörden
Die Gemeindeversammlung ist Inhaberin der ersten Gewalt.
Ausführende Behörde ist der Gemeinderat. Seine Amtsdauer beträgt vier Jahre und er wird im Majorzverfahren (Mehrheitswahlverfahren) gewählt. Er führt und repräsentiert die Gemeinde. Dazu vollzieht er die Beschlüsse der Gemeindeversammlung und die Aufgaben, die ihm von Kanton und Bund zugeteilt wurden.
Da Holderbank zur Amtei Thal-Gäu gehört ist für Rechtsstreitigkeiten das Amtei-Gericht Balsthal zuständig.

## Wirtschaft
In Holderbank gibt es rund 30 kleine und mittelgrosse Unternehmen, darunter viele Gaststätten.

## Verkehr
Holderbank liegt an der Hauptstrasse 12 von Balsthal über den Oberen Hauensteinpass nach Waldenburg, auf welcher die Postautolinie Balsthal – Langenbruck (– Waldenburg) verkehrt.

## Sehenswürdigkeiten

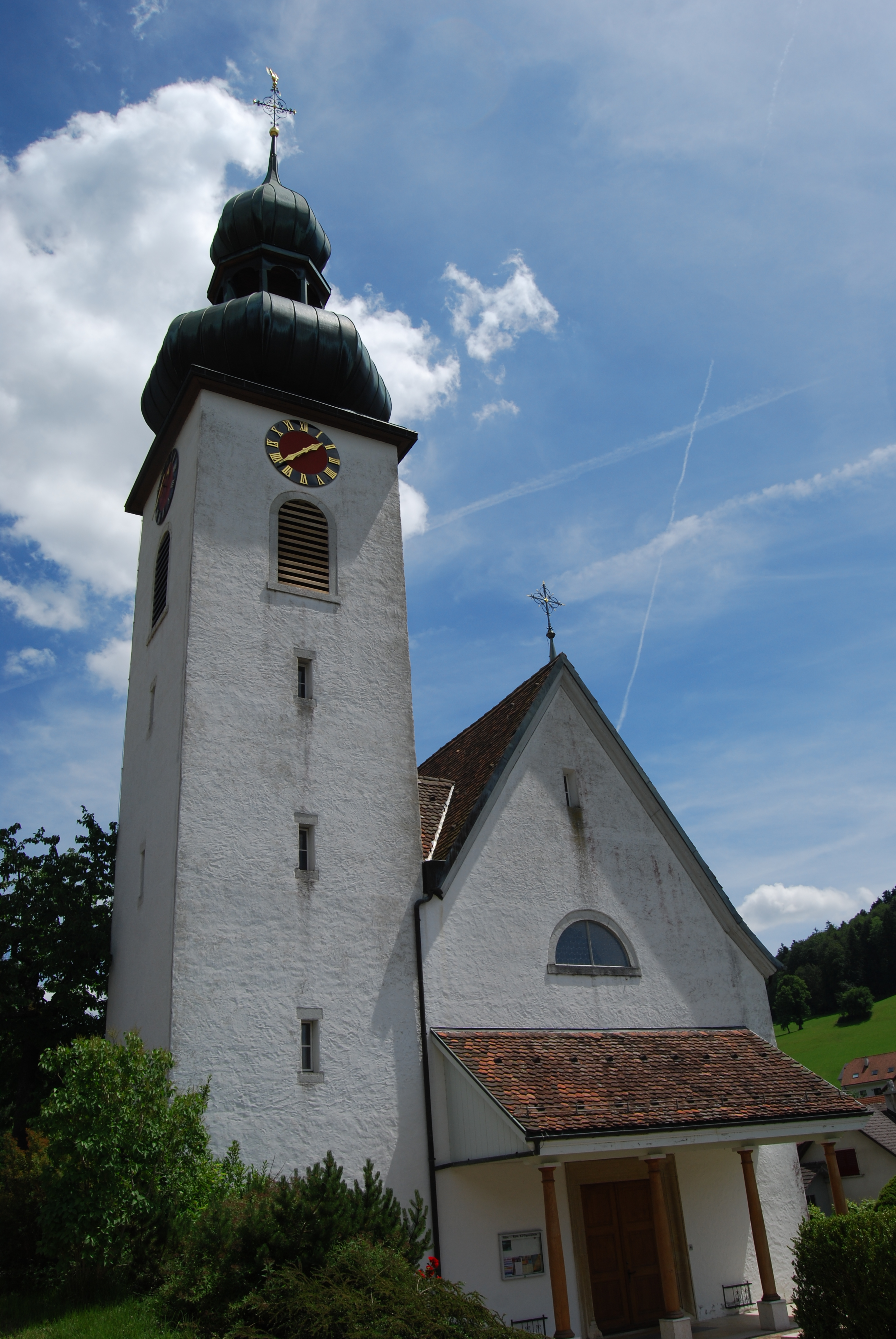
Kirche
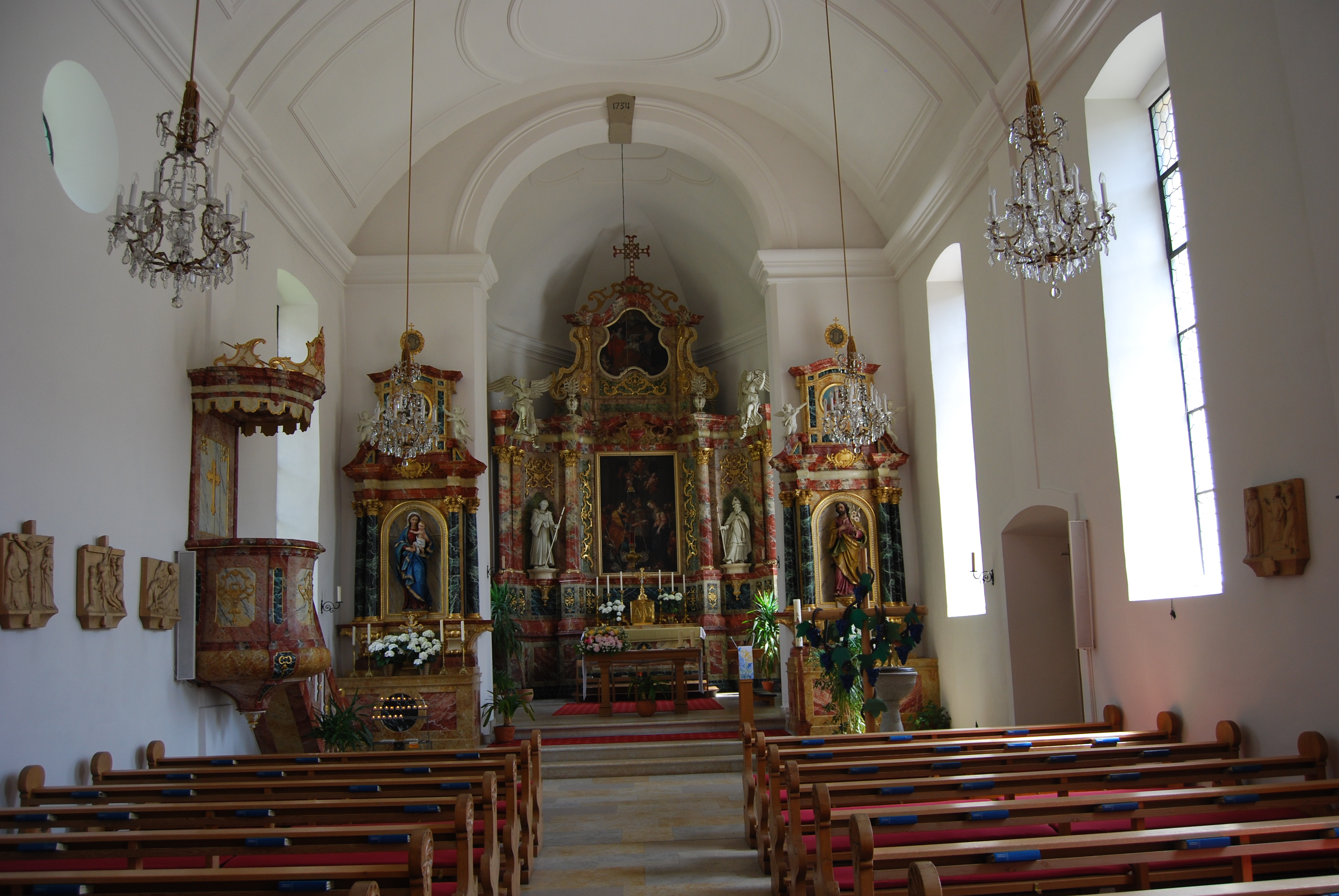
Innenansicht der Kirche
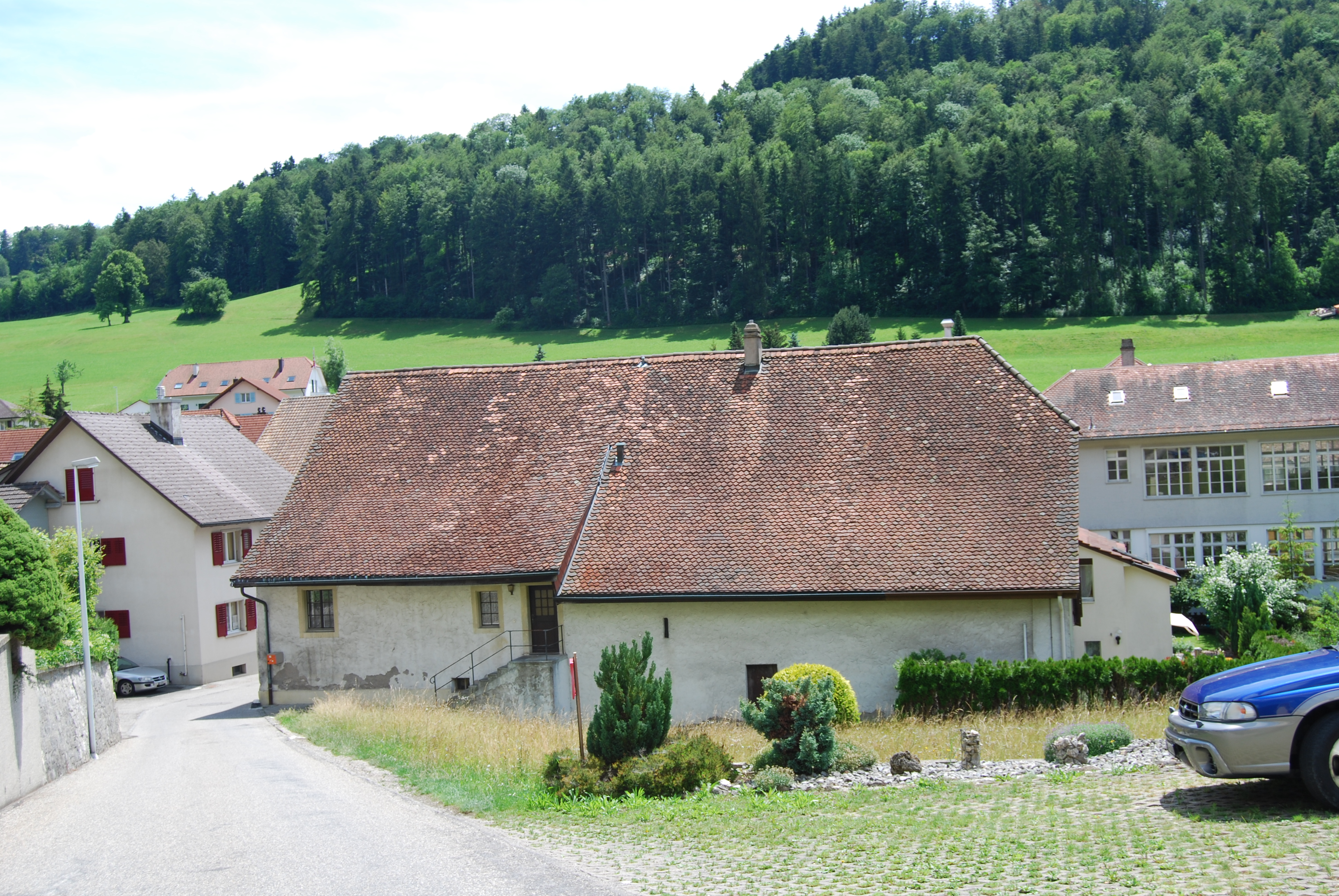
Blick von der Kirche auf das Dorf
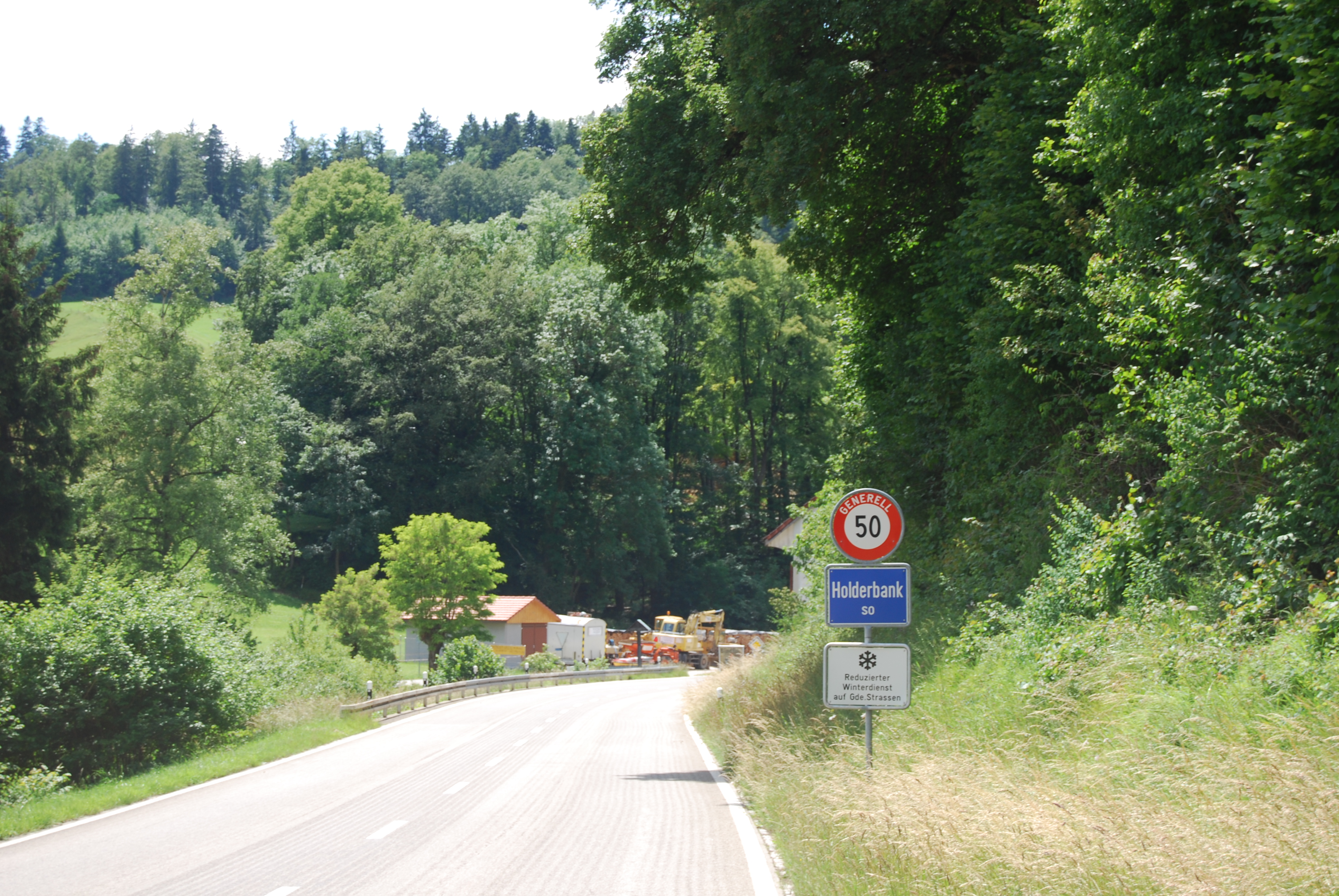
Dorfeingang vom Oberen Hauensteinpass her kommend
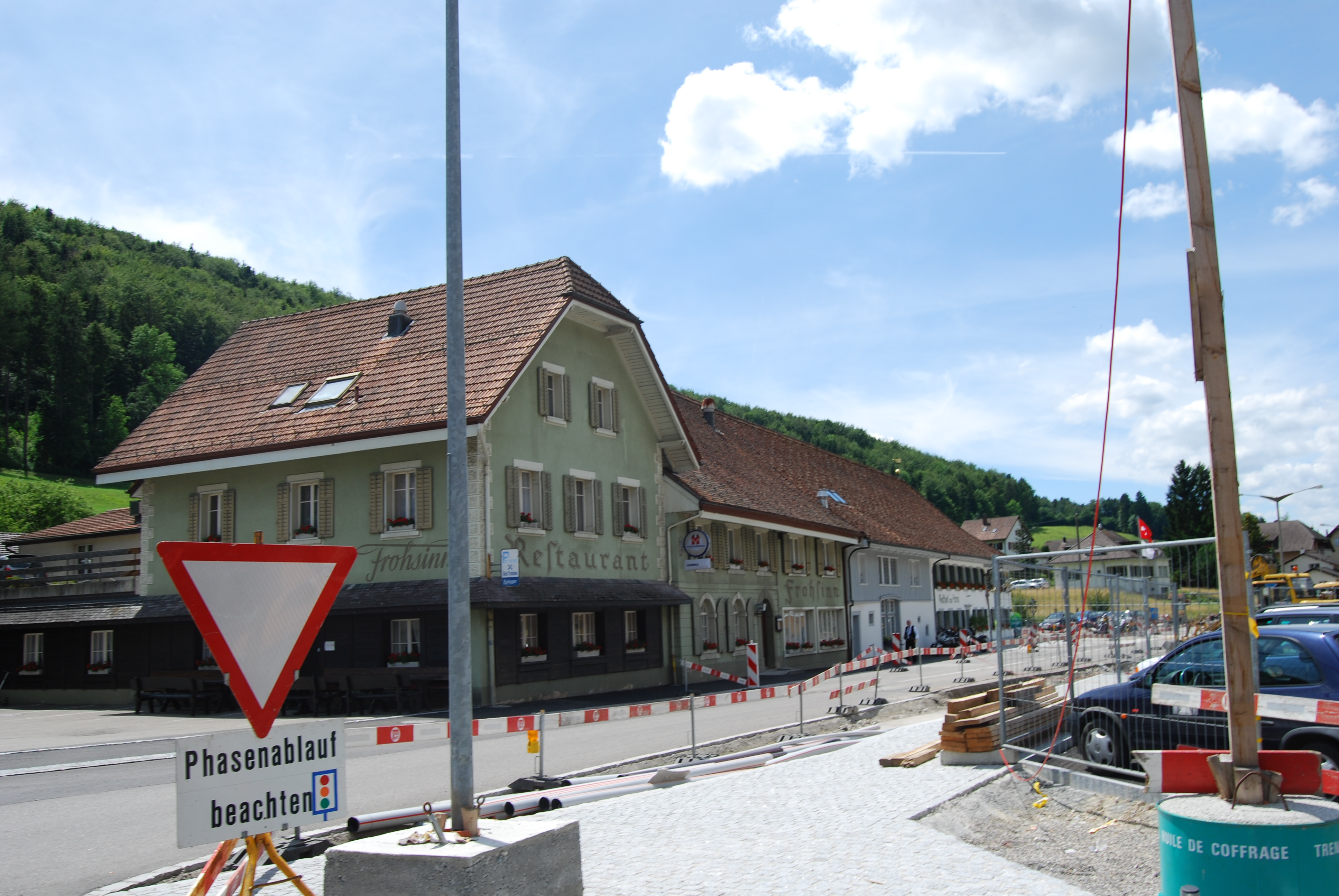
Frohsinn
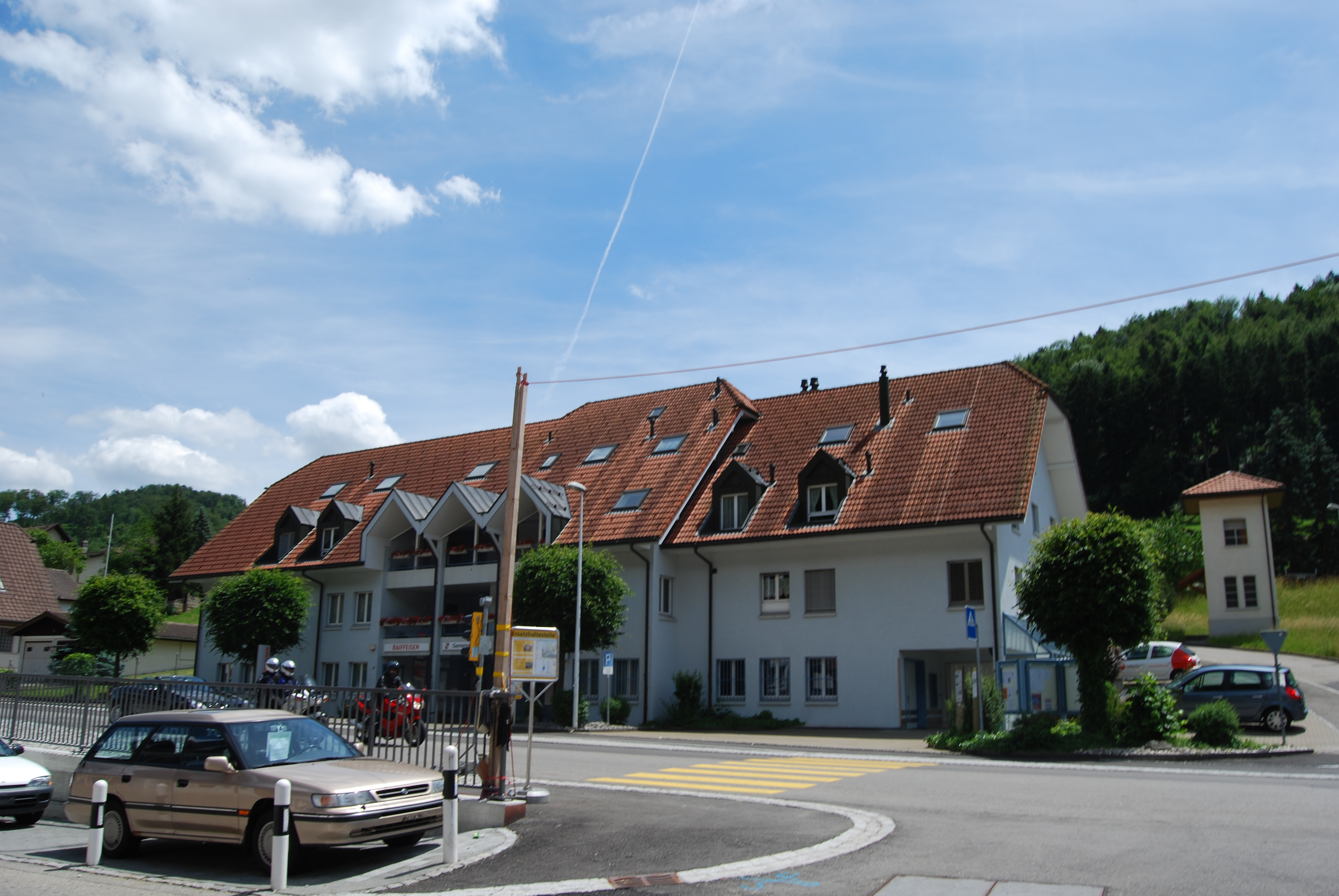
Neue Wohnhäuser im Dorfzentrum
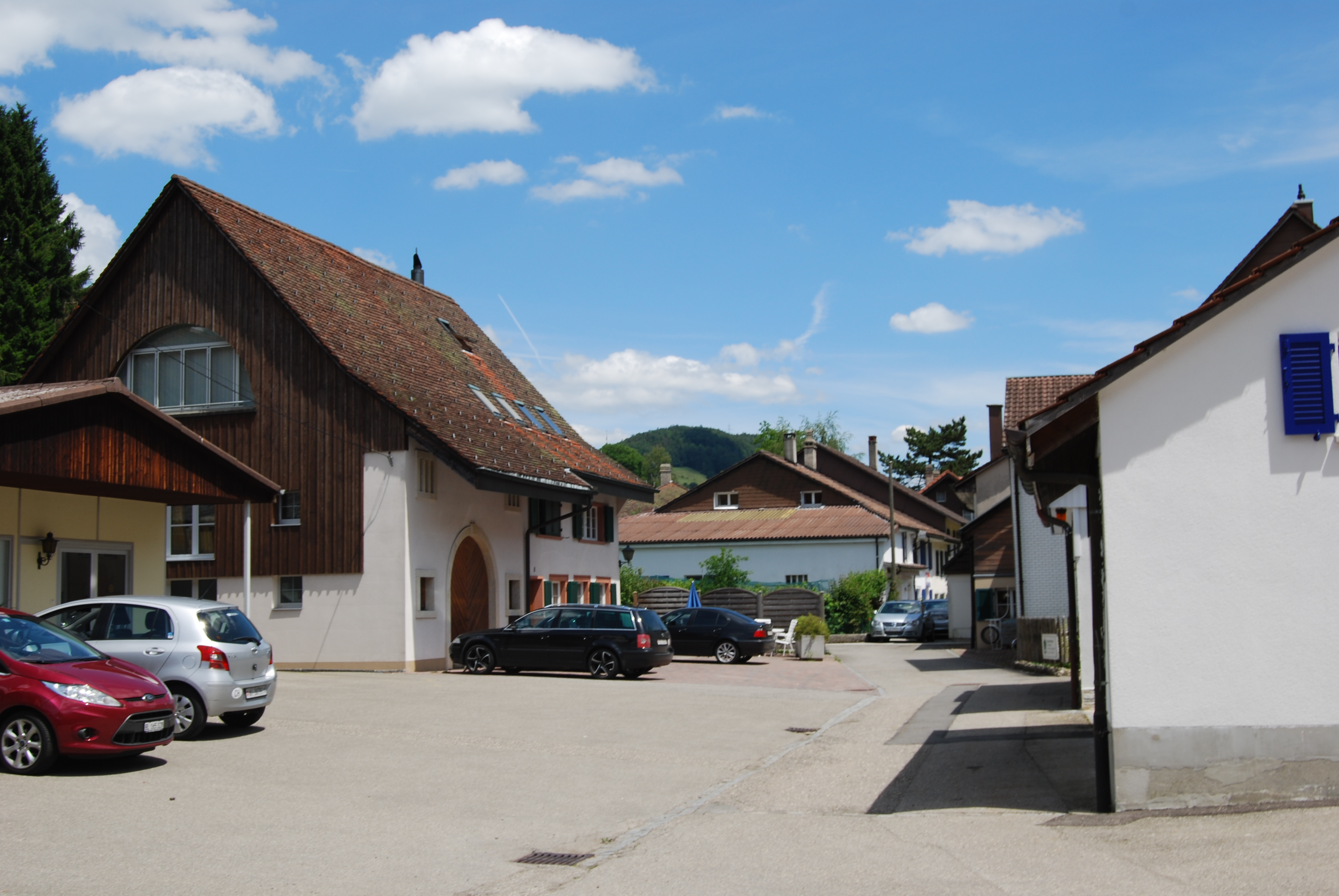
Dorfplatz

## Wappen
Blasonierung
Zweimal schräggeteilt von Rot, Silber, darin ein rotes gotisches „h“, und Schwarz.
Die Farben gehen auf das Wappen der adligen Familie von Bechburg zurück. Die Vorläufer des heutigen Wappens enthielten entweder einen Wacholderzweig mit fünf Beeren oder einen fünfblättrigen grünen Holunderzweig, die irrtümlich mit dem Ortsnamen in Verbindung gebracht wurden.